# Doença meningocócica
Doença meningocócica é uma infecção causada por bactéria Neisseria meningitidis (mais popularmente conhecida como meningococo). Pode causar meningite e sepsis (meningococemia) e é mais comum entre crianças e adolescentes. É responsável por cerca de 50 mil mortes por ano, especialmente em países subdesenvolvidos.

## Causa
É causada por uma bactéria chamada Neisseria meningitidis, um tipo de bactéria diplococo gram-negativo que em cerca de 10% da população habita o trato respiratório superior sem causar sintomas da doença. A bactéria pode ser transmitida de pessoa para pessoa através de gotículas respiratórias (tosse e espirro) ou por saliva (compartilhamento de copos e talheres ou em um beijo). Cinco serogrupos podem infectar humanos: A, B, C, Y, and W135. Sendo os tipos A, B e C os agentes infecciosos mais comuns.

## Sinais e sintomas

### Meningite
Sintomas de meningite incluem:
- Dor de cabeça;
- Rigidez na nuca;
- Febre;
- Vômitos;
- Fotofobia (sensibilidade a luz);
- Letargia;
- Manchas vermelhas ou púrpuras (em 50% dos casos)
- Convulsões (em 20% dos casos)

### Meningococemia
Meningococemia é uma ampla infecção sanguínea (septicemia) por meningococos. Geralmente ocorre associada a meningite. Pode ser rápida e fulminante. Além de sintomas típicos de infecção bacteriana como febre alta, dores pelo corpo, tosse, dor de cabeça, fraqueza,  e vômito também causa: *Manchas púrpuras pelo corpo (hemorragias);
- Queda da pressão arterial;
- Alteração de consciência;
- Convulsões.

### Complicações
Cerca de 20% dos casos tem alguma complicação. Possíveis complicações incluem:
- Miocardite;
- Pericardite;
- Vasculites;
- Choque séptico;
- Largas hemorragias internas;
- Artrites;
- Insuficiência renal;
- Insuficiência adrenal ou de múltiplos órgãos.

As hemorragias podem causar isquemia e levar a necrose de membros, que precisam ser amputados.

## Epidemiologia
Uma grande proporção da população possui a bactéria, porém de forma assintomática. A incidência de doença meningocócica endêmica varia de 1 a 5 por 100.000 nos países desenvolvidos e de 10 a 25 por 100.000 habitantes em países em desenvolvimento. Uma vez a cada 8 a 12 anos ocorre uma epidemia com centenas de casos em vários países. No mundo ocorrem cerca de 500 mil casos por ano, com mortalidade variando de cerca de 10 por cento, sendo especialmente perigoso em crianças pequenas. É mais comum entre os 5 e os 19 anos. São mais frequentes durante o invernos frios e secos. Pode ser transmitido pela saliva, por exemplo no compartilhamento de copos e talheres.
No Brasil ocorriam cerca de 4000 casos por ano, a maioria no sudeste, mas com a introdução da vacina o número de casos tem diminuído. É mais comum na África e Oriente Médio.

## Tratamento
Os tratamentos podem incluir: 
- Antibióticos intravenosos, com Penicilina G, uma cefalosporina de 3a geração ou vancomicina. Recém-nascidos são tratados com Ampicilina e cefotaxima.
- Suporte respiratório;
- Fatores de coagulação ou reposição de plaquetas caso houver hemorragias;
- Soro fisiológico;
- Medicamentos para tratar a pressão arterial baixa;
- Limpeza, drenagem e pomadas de áreas de pele com coágulos de sangue.